# Дубица (Брестская область)
Ду́бица (бел. Дубіца) — деревня и станция на юго-западе Брестского района Брестской области Белоруси. Входит в состав Домачевского сельсовета.
9 сентября 2011 года в состав деревни включена станция Дубица.
Население — 57 человек (2023).

## География
Дубица — самый северный населённый пункт, подчинённый Домачевскому сельсовету, к югу от Дубиц расположена деревня Леплёвка, а к северу — посёлки, связанные с базами отдыха и санаториями, подчинённые Знаменскому сельсовету, — Лесной, Белое Озеро и Берестье. На расстоянии около пяти километров к западу находится граница с Польшей, которая проходит здесь по реке Западный Буг. В трёх километрах от деревни — ж/д станция Дубица (линия Брест — Хелм). Расстояние по автодорогам до центра сельсовета, городского посёлка Домачево, составляет 9,5 км на юго-запад, до Бреста — 39 км на север.

## История
Деревня известна с XVI века, в 1574 году упоминается как дворянское имение в Берестейском повяте Берестейского воеводства Великого княжества Литовского.
После третьего раздела Речи Посполитой (1795 год) в составе Российской империи, административно принадлежала Гродненской губернии. В 1870 году — деревня Домачевской волости Брестского уезда, 101 мужчина и 88 женщин. В 1876 году — 71 двор. В 1883 году основан лесопильный завод (21 рабочий в 1895 году), а в 1897 году рядом с селом прошла железная дорога и была построена станция (в 1905 году — 10 жителей). В 1890 году крестьянам сельского общества принадлежало 308 десятин земли. Переписью 1897 года отмечен хлебозапасный магазин.
В Первую мировую войну с 1915 года оккупирована германскими войсками. Согласно Рижскому мирному договору (1921) Дубица вошла в состав межвоенной Польши, где принадлежала гмине Домачево Брестского повета Полесского воеводства. В 1921 году насчитывала 53 двора. С 1939 года в составе БССР, в 1940 году насчитывалось 106 дворов.
В годы Второй мировой войны были убиты 14 жителей, 30 сельчан погибли на фронте. В 1940—1954 годах деревня была центром Дубицкого сельсовета Домачевского района, затем до 1957 года входила в состав Леплёвского сельсовета, после чего — в Домачевском поссовете. В 1956 году передана Брестскому району.

9 сентября 2011 года в состав деревни вошла станция Дубица.

Дубица на старых фотоснимках
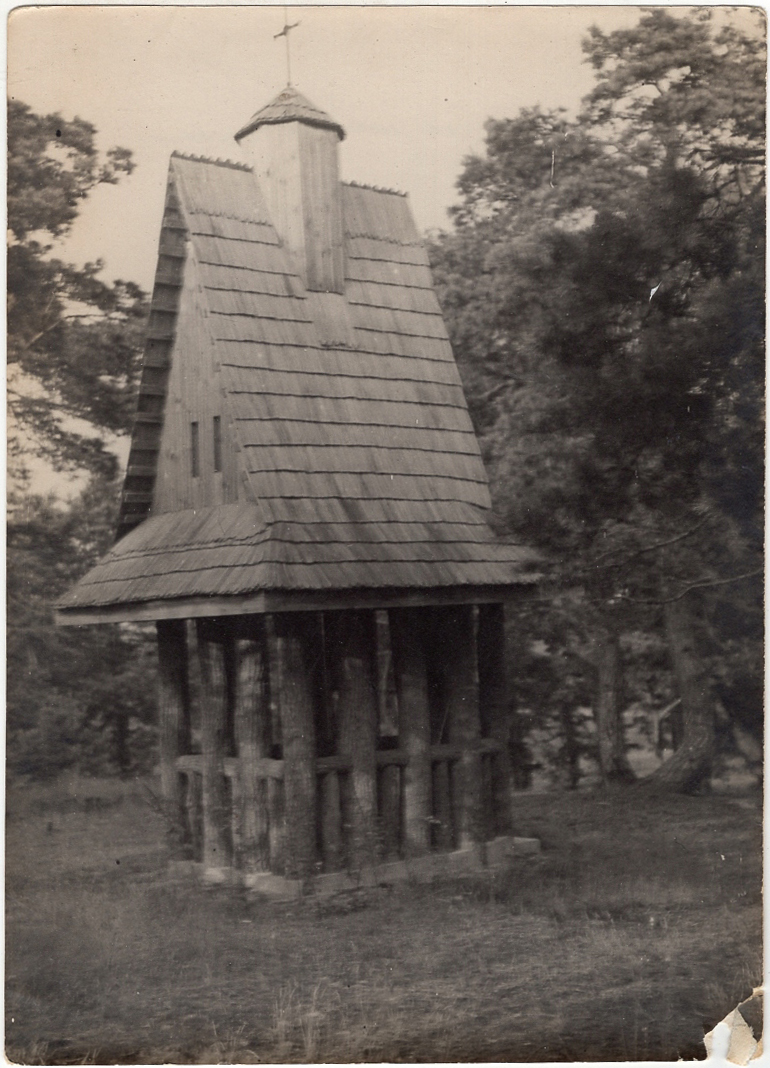
Каплица. 1926 г.
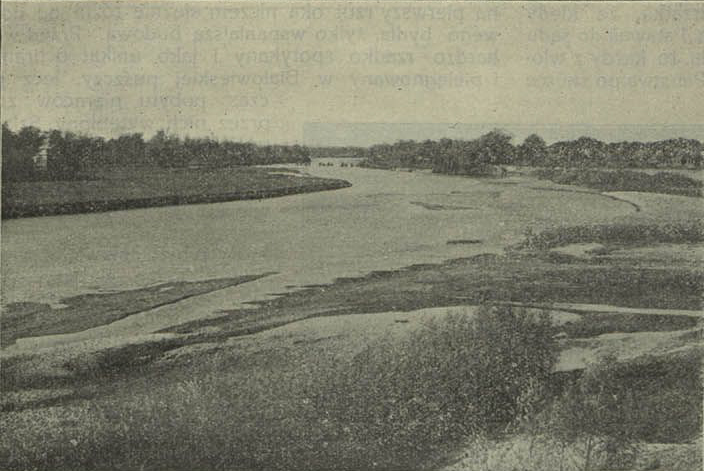
Вид на реку Буг. 1923 г.
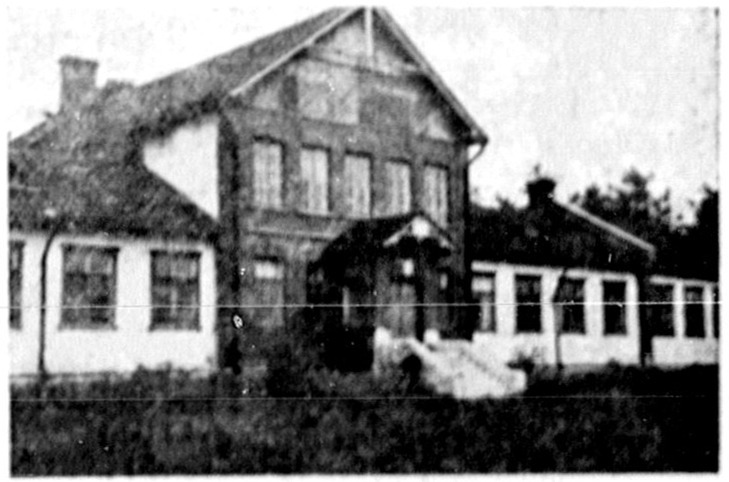
Школа. 1936 г.

## Население
На 1 января 2023 года население 57 человек, 41 хозяйство.
На 2019 год — 76 человек.
На 1 января 2018 года насчитывалось 68 жителей в 53 хозяйствах, из них 3 младше трудоспособного возраста, 32 — в трудоспособном возрасте и 33 — старше трудоспособного возраста.

## Транспорт
Транспортное сообщение с деревней осуществляется через пригородное автобусное сообщение — остановка на перекрёстке автомобильных дорог около километра западнее населённого пункта:
- Брест — Домачево
- Брест — Новосады
- Брест — Орхово
- Брест — Томашовка

## Достопримечательности
- Здание железнодорожной станции (1897 год) —  Историко-культурная ценность Республики Беларусь, шифр 112Г000747

## Галерея

Здание железнодорожной станции
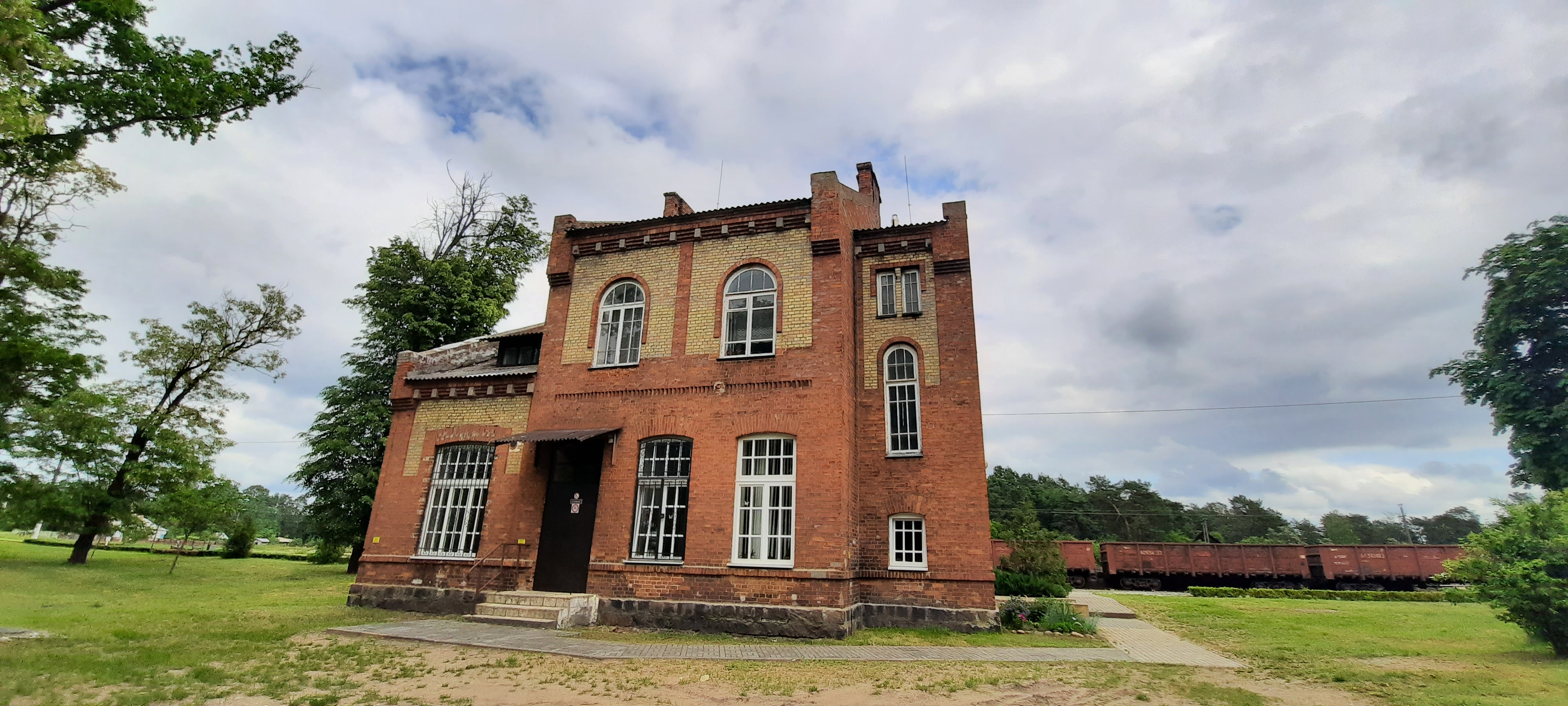
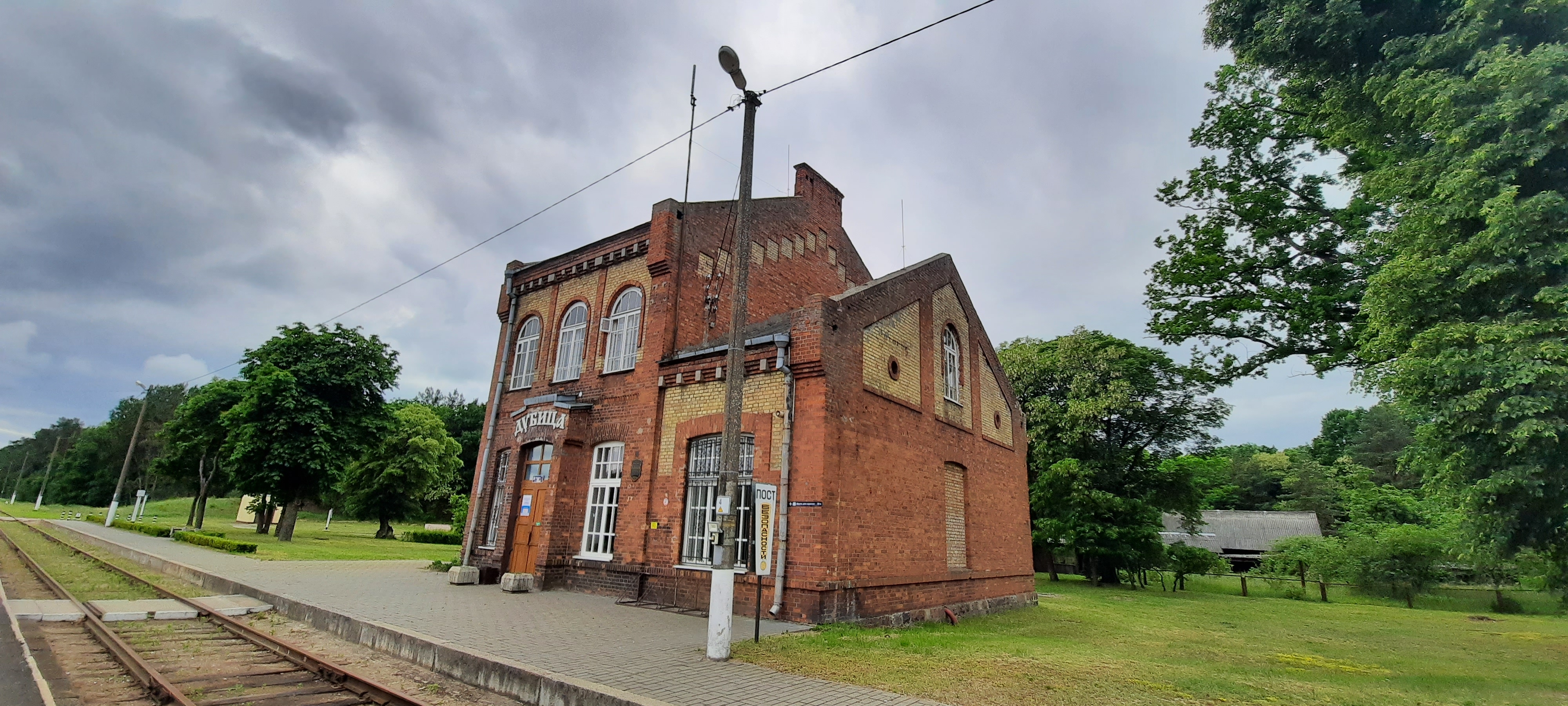
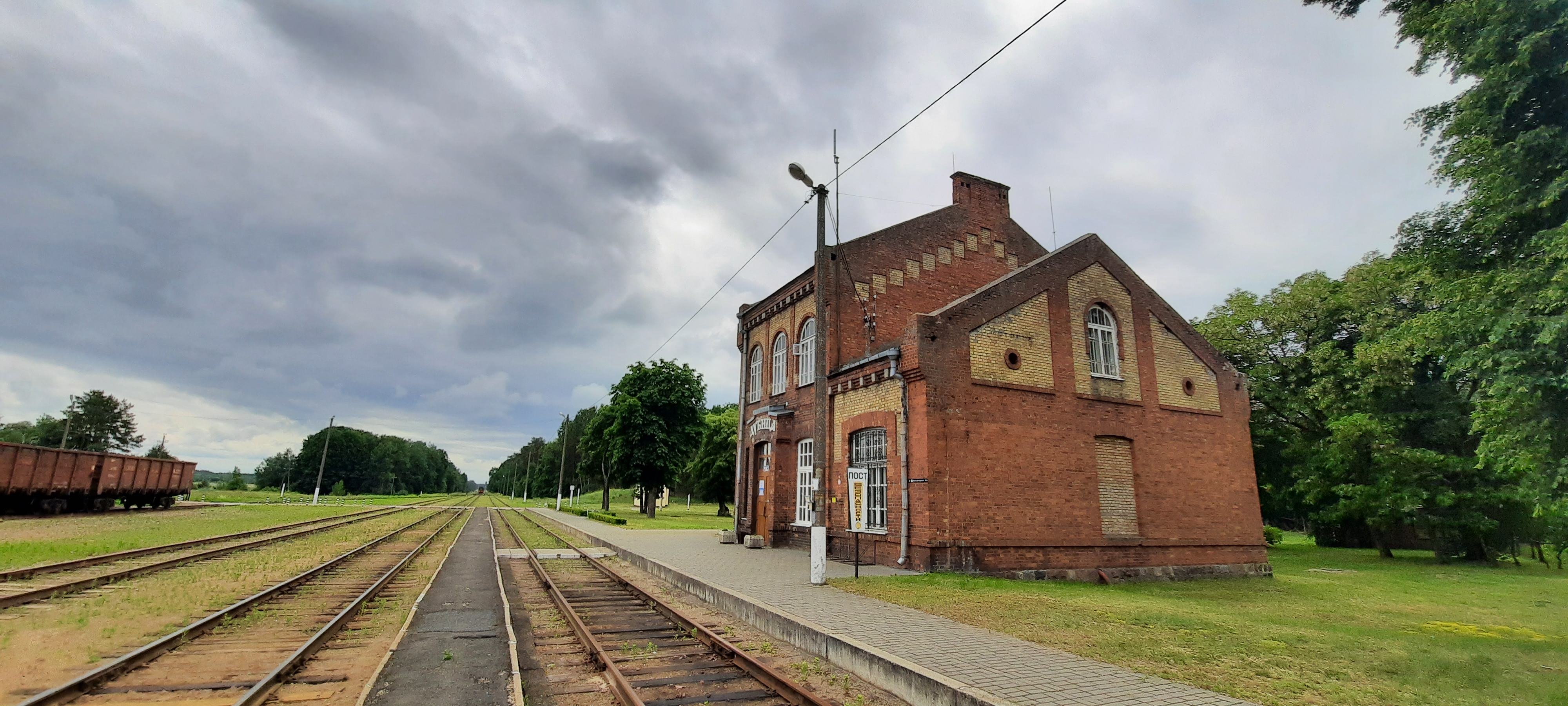
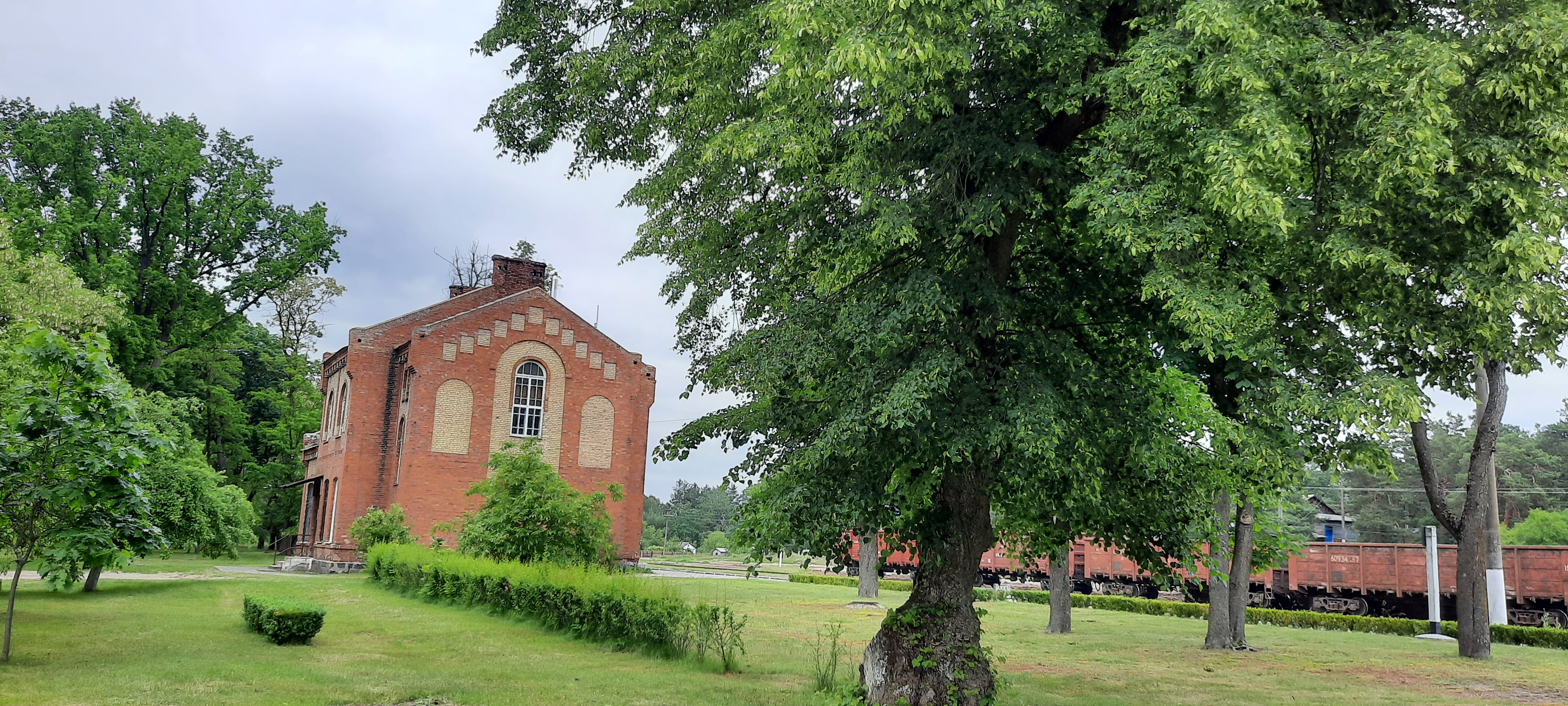